# 12 ans sans ma fille
Pour plus de détails, voir Fiche technique et Distribution.
12 ans sans ma fille (Taken Back: Finding Haley) est un téléfilm canado-américain réalisé par Mark Jean, diffusé le 11 août 2012 sur Lifetime et en France le 26 novembre 2012 sur TF1.

## Synopsis
Karen et Tim forment un couple heureux jusqu'à la disparition de leur fille de trois ans, Haley. Après avoir recherché cette dernière pendant deux ans sans obtenir le moindre résultat positif, le couple décide de se séparer. Mais dix ans après leur rupture, Karen poursuit désespérément la quête de sa fille tout en travaillant comme photographe dans des écoles. Un jour, son travail la mène dans un lycée de Colwood. Sur place, elle rencontre Emma, une élève qui ressemble étrangement à Haley. Karen lance immédiatement une enquête sur la famille de cette mystérieuse adolescente.

## Fiche technique
- Titre original : Taken Back: Finding Haley
- Réalisation : Mark Jean
- Scénario : Brian D. Young
- Pays : États-Unis
- Durée : 85 minutes

## Distribution
- Moira Kelly (VFB : Élisabeth Fargeot) : Karen Turner
- Amanda Tapping (VFB : Hélène Chanson) : Susan McQueen
- Kacey Rohl (VFB : Élisabeth Guinand) : Emma McQueen
- David Cubitt (VFB : Olivier Cuvellier) : Dave McQueen
- Nicole Oliver (en) (VFB : Colette Sodoyez) : Megan Harper
- Alexandra Perry : Haley
- Dee Jay Jackson (VFB : Jean-Michel Vovk) : Détective Tully
- Max Chadburn (VFB : Géraldine Frippiat) : Alexia
- Toby Levins : Tim
- Chris Nowland : garde de la Sécurité

Sources et légende : version française selon le carton du doublage français.